# Rolf Lessenich
Rolf Peter Lessenich (* 19. Juni 1940 in Köln; † Februar 2019) war ein deutscher Anglist.

## Leben
Rolf P. Lessenich, Sohn von Käthe Lessenich, geborene Schmidt, und des Landwirts Josef Lessenich, besuchte das Gymnasium in Köln-Deutz und studierte Anglistik, Romanistik und Theologie an den Universitäten von Köln (1960–1963) und Bonn (1963–1966) und Oxford. Nach der Promotion zum Doktor der Philosophie 1965 und seiner Assistentenzeit ab 1966 in Bonn sowie der Habilitation 1976 war er zunächst Privatdozent und von 1982 bis 2007 Professor für Anglistik (Englische Philologie) am Englischen Seminar der Universität Bonn.
Seine Bereiche der Forschung und Lehre sind englische und vergleichende Literaturwissenschaft, klassische Tradition und Barock, Aufklärung und Neoklassizismus, Vorromantik, Romantik, Viktorianismus, Dekadenz und Fin de Siècle, Frühe Moderne.

## Veröffentlichungen (Auswahl)
- Dichtungsgeschmack und althebräische Bibelpoesie im 18. Jahrhundert. 1967.
- Elements of Pulpit Oratory in Eighteenth-Century England. 1972.
- Lord Byron and the Nature of Man. 1978.